# Kort skägglav
Kort skägglav (Usnea subfloridana) är en lavart som beskrevs av Stirt. Kort skägglav ingår i släktet Usnea och familjen Parmeliaceae.  Arten är reproducerande i Sverige. Inga underarter finns listade i Catalogue of Life.

## Bildgalleri

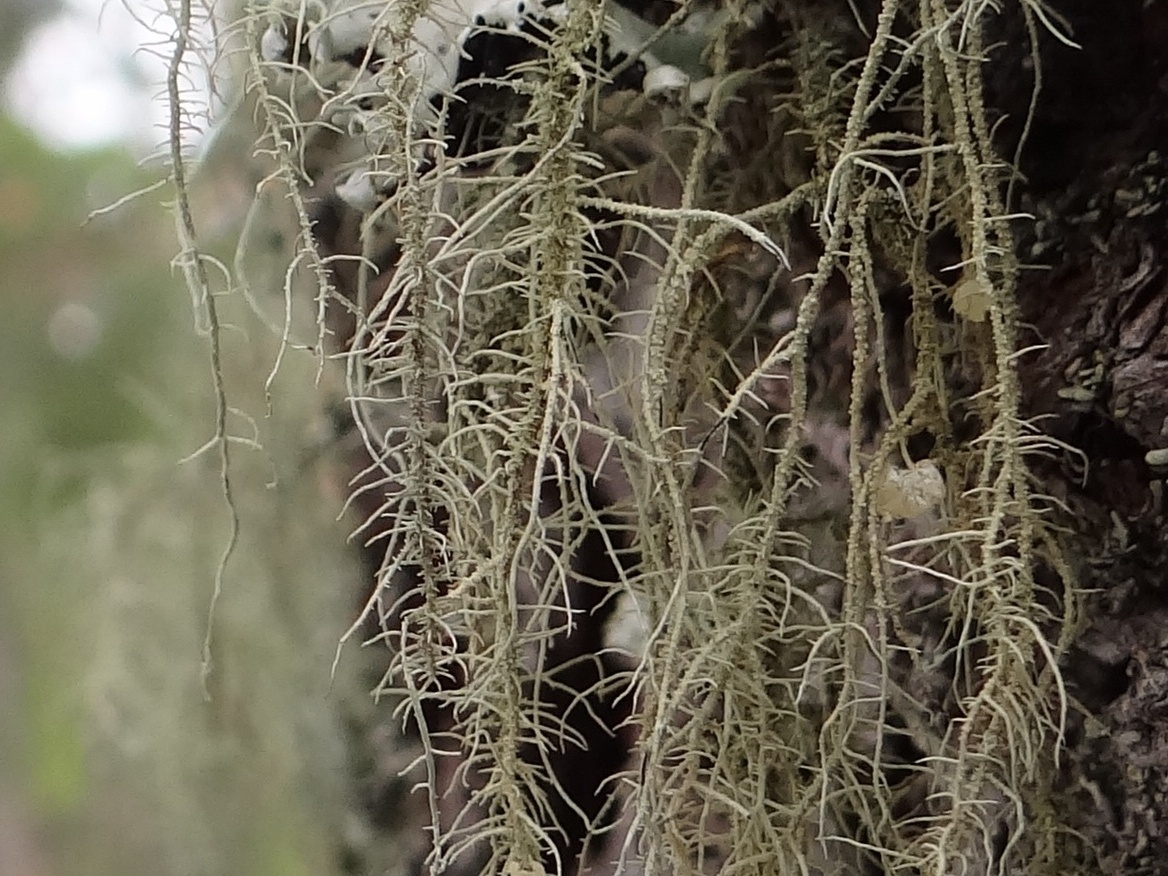